# Chrysobothris strigicollis
Chrysobothris strigicollis es una especie de escarabajo del género Chrysobothris, familia Buprestidae. Fue descrita científicamente por Théry en 1898.